# Lukavice (district de Šumperk)
Pour les articles homonymes, voir Lukavice.
Lukavice (en allemand : Lukawetz) est une commune du district de Šumperk, dans la région d'Olomouc, en République tchèque. Sa population s'élevait à 874 habitants en 2023.

## Géographie
Lukavice est arrosée par la Morava et se trouve à 8 km au sud-est de Zábřeh, à 18 km au sud-sud-ouest de Šumperk, à 35 km au nord-ouest d'Olomouc et à 181 km à l'est-sud-est de Prague.
La commune est limitée par Jestřebí à l'ouest et au nord, par Zvole au nord, par Bohuslavice à l'est et par Mohelnice au sud.

## Histoire
La première mention écrite de la localité date de 1273.

## Administration
La commune se compose de trois sections :
- Lukavice
- Slavoňov
- Vlachov

## Galerie

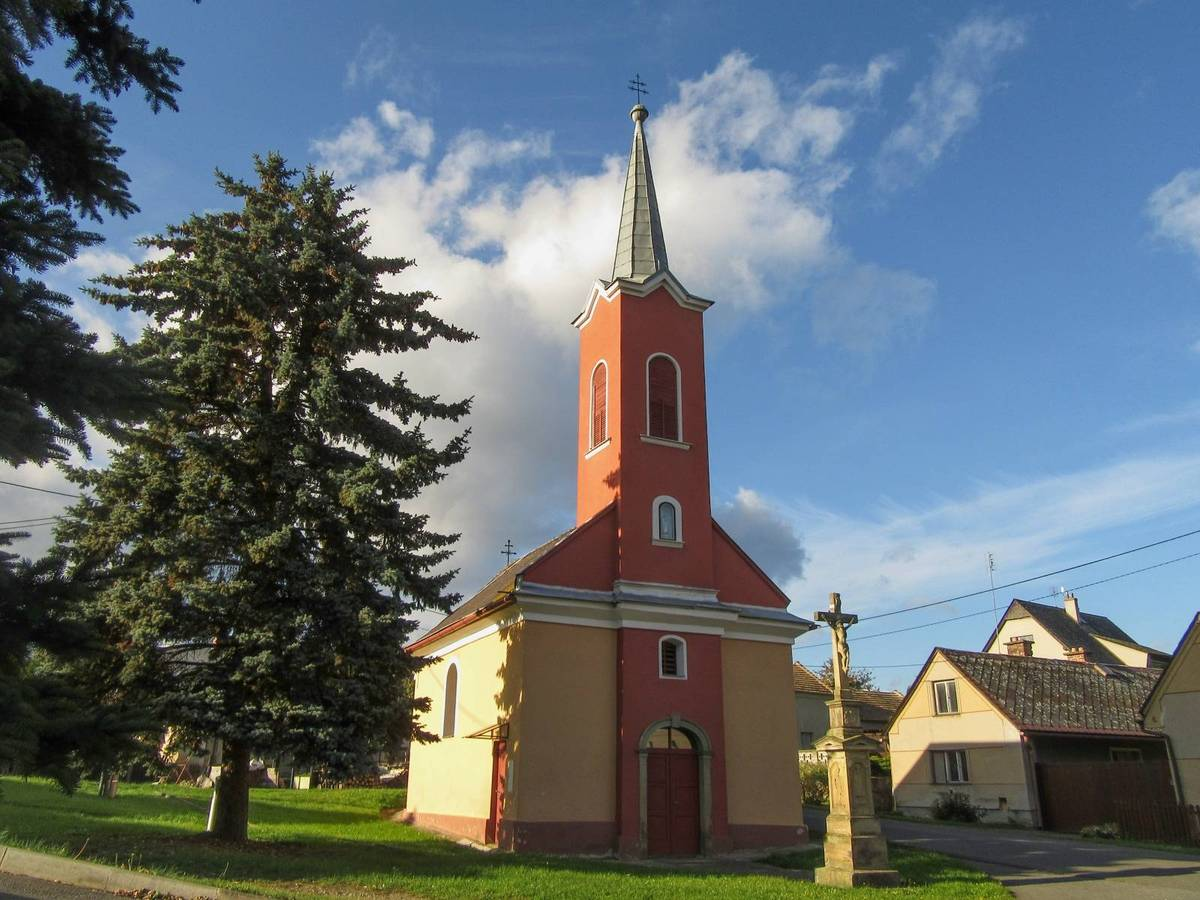
Chapelle à Lukavice.
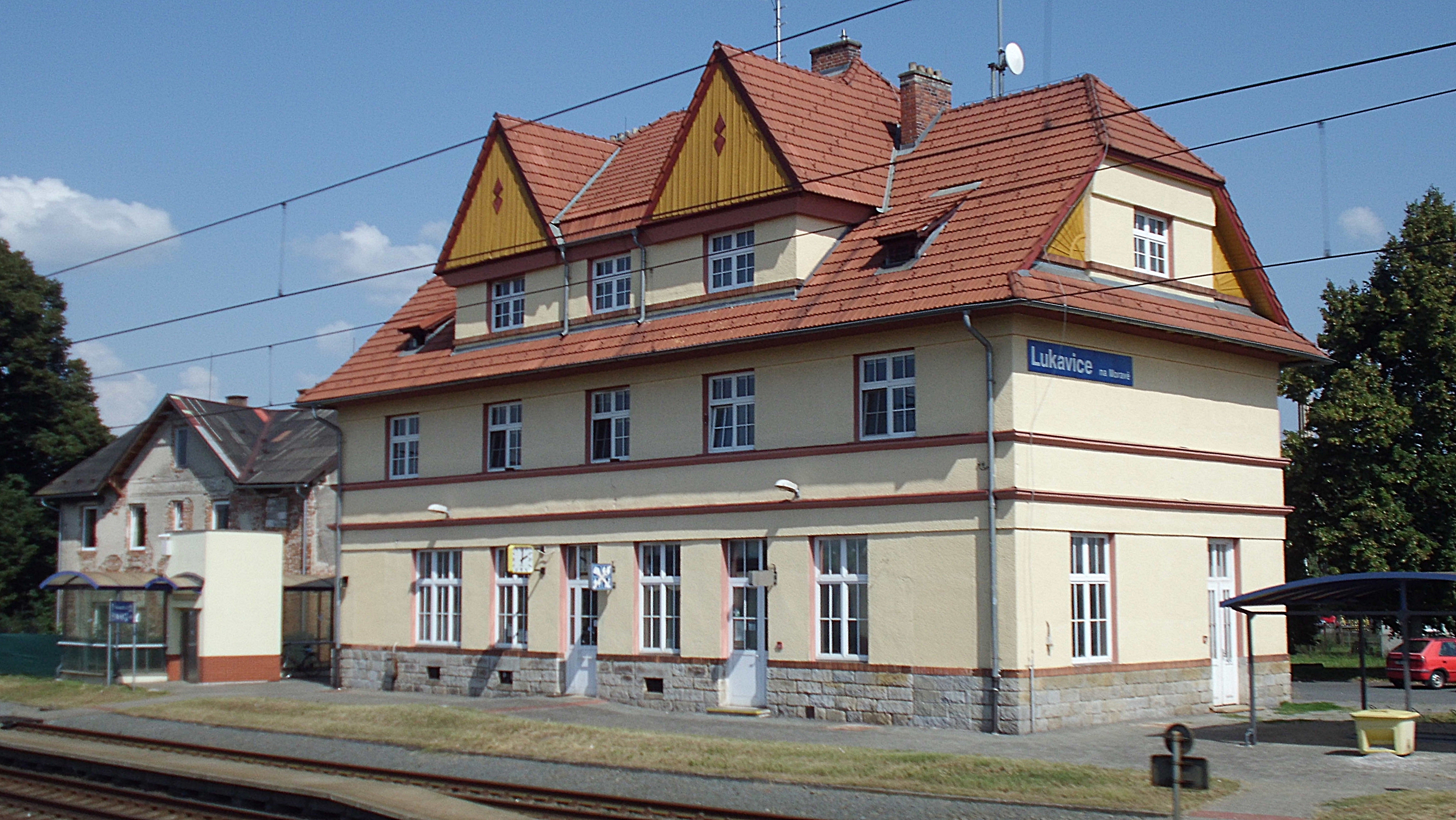
Gare ferroviaire de Lukavice.

## Transports
Par la route, Lukavice se trouve à 8 km de Zábřeh, à 21 km de Šumperk, à 39 km d'Olomouc et à 217 km de Prague.